# 韦耶斯
韦耶斯（法語：Houeillès，法語發音：[wɛjɛs]）是法国洛特-加龙省的一个市镇，位于该省西南部，属于内拉克区。

## 地理
韦耶斯（44°11'50"N, 0°2'2"E）面积67.63 平方千米，位于法国新阿基坦大区洛特-加龍省，该省份为法国西南部内陆省份，北起多爾多涅省，西接吉倫特省和朗德省，南至热尔省，东临塔恩-加龙省和洛特省。
与韦耶斯接壤的市镇（或旧市镇、城区）包括：阿隆、布塞斯、乌尔比斯河畔法尔格、蓬波涅、索梅让、吕邦。

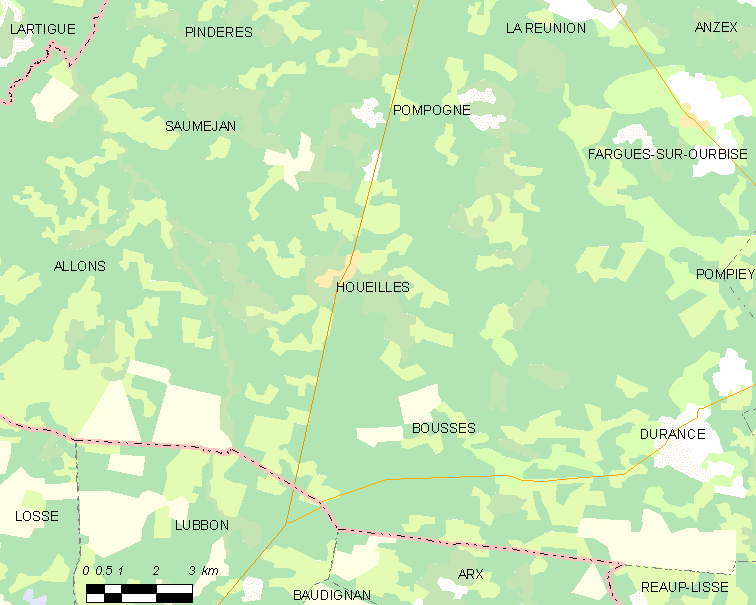
韦耶斯的OSM定位图

韦耶斯的时区为UTC+01:00、UTC+02:00（夏令时）。

## 行政
韦耶斯的邮政编码为47420，INSEE市镇编码为47119。

## 政治
韦耶斯所属的省级选区为加斯科涅森林县。

## 人口

1962-2008年间韦耶斯人口变化图示

韦耶斯于2022年1月1日时的人口数量为550人。